# 室蘭マンガ・アニメ祭
室蘭マンガ・アニメ祭（むろらんまんがあにめさい）は、北海道室蘭市で開催される漫画・アニメ関連のイベント。

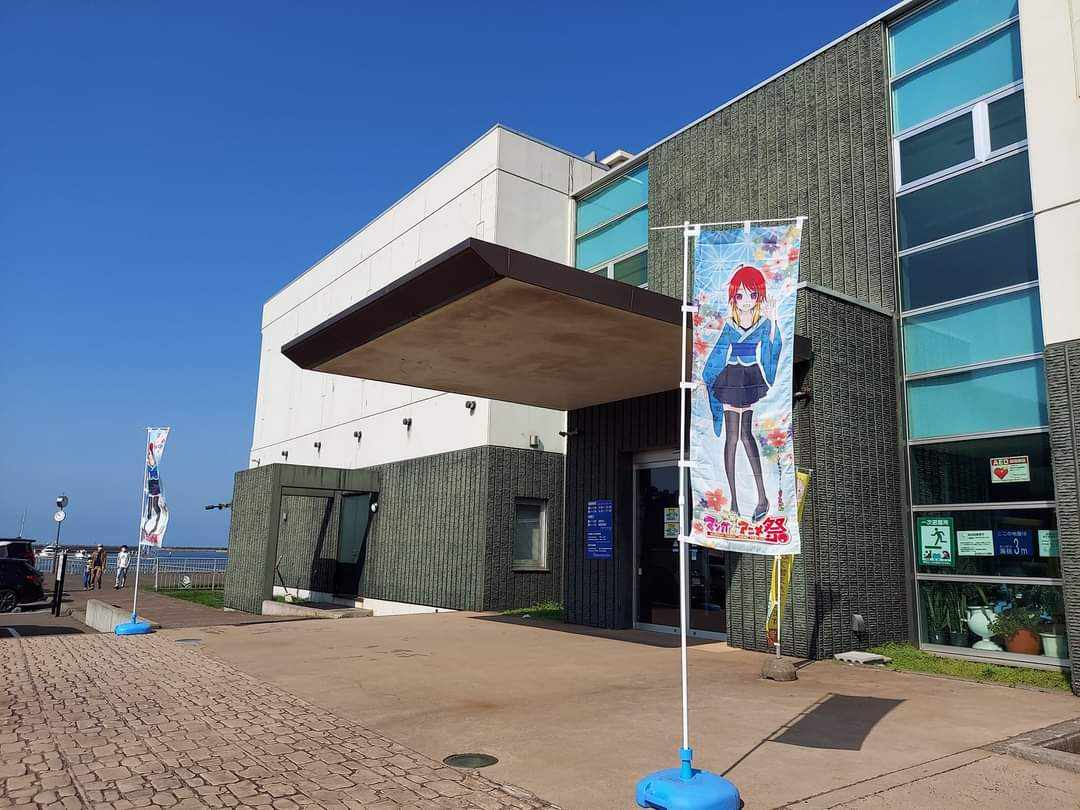

## 概要
通称は「室蘭アニフェス」。2019年まで開催されていた「室蘭コスプレカーニバル」を発展させた形で2021年から開催されており、毎年10月の第1土曜日および日曜日に開催される。サブカルチャーで室蘭市の町おこし活動を行っている市民団体が運営するイベントである。主に室蘭市内各所でのコスプレ撮影や痛車展示などが行われる。2022年に室蘭初のご当地漫画「アクアリウムランド」がイベント内で発表となった。
本イベントの公式キャラクターは「さくらん」。誕生日は8月21日、血液型はO型、好きな食べ物は室蘭やきとりという設定となっている。

## 開催履歴
- 2020年
  - 初開催の予定が新型コロナウイルス感染防止のため、中止に
- 2021年
  - 2021年10月2日（土）～10月3日（日）に室蘭市中央町たのしま広場にて開催。来場者数は、約400名
  - 新型コロナウイルス感染対策に考慮し、「ミニイベント」室蘭マンガ・アニメ祭 Presents コスプレして中央町でたのしまさ～るを開催
- 2022年
  - 2022年10月1日（土）～10月2日（日）に道の駅みたら室蘭、中央町小公園、中島町お元気広場、FKホールディングス生涯学習センターきらんにて開催[1]。
  - コスプレ撮影会、漫画家・イラストレーター光橋紗弥先生のむろらんご当地まんが作品展、室蘭出身の漫画家岩泉舞先生の作品展、アニメイラスト・フィギュア展示会、痛車展示などを行った。
- 2023年
  - 2023年10月7日（土）～10月8日（日）にふれあいサロンホットな～る、中島町お元気広場、蘭西ギャラリーにて開催。
  - コスプレ撮影会、声優松永あかねさん、二ノ宮ゆいさんのトークライブ。THE DECEMBER'S、KENTOさんのアニソンカバー弾き語りLIVE、イラストレータ京松沙弥先生の作品展＜＜マコフェス～箱庭の少女＞＞、痛車展示、フィギュア・プラモ展示会などを行った。